# Jacques-Antoine Granjon
Pour les articles homonymes, voir Granjon.
Jacques-Antoine Granjon, né à Marseille le 9 août 1962, est un entrepreneur, PDG et milliardaire français. En 2023, sa fortune est estimée à environ 1,3 milliard d'euros et 93e fortune française selon le magazine Challenges.

## Biographie
Jacques-Antoine Granjon est le neveu du milliardaire Pierre Bellon, fondateur du groupe Sodexo. Après ses études au lycée Saint-Louis-de-Gonzague (Paris), à l'Institution Notre-Dame de Sainte-Croix (bac B) et à l’European Business School (EBS), Jacques-Antoine Granjon, petit-fils d’entrepreneur, crée en 1985 avec Julien Sorbac, un ami de l’EBS, la société Cofotex S.A., spécialisée dans la vente en gros de fins de séries. En 1996, il rachète les anciennes imprimeries du journal Le Monde à La Plaine-Saint-Denis (Seine-Saint-Denis) pour y installer le siège de sa société.
En 2000, inspiré par les nouvelles technologies et son expérience du déstockage, il crée un concept visant à transformer le métier de la vente des fins de séries. En janvier 2001, avec ses sept associés, il lance vente-privee.com en France. Depuis, la société emploie plus de 6 000 personnes pour un chiffre d'affaires s’élevant à 3,7 milliards d’euros en 2018.
Jacques-Antoine Granjon se caractérise par son style décontracté et son franc-parler : « Mieux vaut avoir des cheveux longs et propres que courts et sales. »
En 2011, il a lancé l'École européenne des métiers de l'Internet (EEMI) avec Xavier Niel, Marc Simoncini et Alain Malvoisin.
En novembre 2012, il investit 3 millions d'euros dans Devialet, une société française spécialisée en hi-fi. Investissement que feront également ses amis Xavier Niel, Marc Simoncini et Bernard Arnault.
Fin mai 2013, avec Xavier Niel, Jean-David Blanc (AlloCiné), Jérémie Berrebi (Kima) et Clément Benoît (Resto-in), il a apporté son soutien financier à Bank of Poker lors d'une levée de fonds (d'un montant non communiqué).
Le 3 décembre 2013, il organise avec Xavier Niel et Marc Simoncini le concours #101projets : 300 jeunes de moins de 25 ans présentent leurs projets en moins de 60 secondes chacun. Lors de ce concours qui a lieu au Théâtre de Paris, qui lui appartient depuis son rachat en janvier de la même année à Alain Duménil, cent un projets seront retenus et obtiendront une dotation de 25 000 euros chacun (soit une enveloppe globale de plus de 2,5 millions d'euros). Parmi les gagnants, on peut notamment citer la startup Ornikar qui fera beaucoup parler d'elle avec sa solution pour diviser par deux le prix du permis de conduire grâce au numérique.
En 2014, il organise au Théâtre de Paris le festival Lalala Unplugged du 7 au 9 juillet, avec la présence d'artistes tels que Keziah Jones, Arthur H, Ayọ, Valerie June, Suzanne Vega, Bernhoft, Plaza Francia (groupe), Sinead O'Connor, et Johnny Borrel.
En 2016, le journal en ligne Les Jours révèle que Jacques-Antoine Granjon, qui s'affiche régulièrement comme contempteur de l'évasion fiscale, a recours à des sociétés domiciliées au Luxembourg, un paradis fiscal. Il y détient une holding, Orefa, avec 300 millions d'euros d'actifs dans des entreprises étrangères (dont une filiale en Irlande, un autre paradis fiscal). Plusieurs de ses associés de Vente-privee.com possèdent également des sociétés dans le Grand-Duché. Enfin, Vente-privee.com y détient une holding dédiée aux investissements à l'étranger ainsi qu'une filiale détentrice des droits de propriété intellectuelle, le Luxembourg permettant une exonération de 80 % d'impôt sur les bénéfices dégagés par certains droits de propriété intellectuelle. L'entrepreneur reconnaît l'existence d'une holding dédiée aux investissements étrangers ; il affirme également que les activités de Vente-privee.com sont centralisées en France, « où nous payons […] nos impôts sur l'intégralité de nos bénéfices et chiffre d'affaires ». À la suite de cette publication, le fisc soupçonne en 2022 Jacques-Antoine Granjon d'effectuer de l’évasion fiscale via cette filiale.
En avril 2017, il rachète la majorité du capital du site de vente en ligne de vin Le Petit Ballon.

## Distinctions

### Prix et récompenses
En 2007, il remporte le « Favor’i d’Honneur », lors de la « Nuit des Favor'i » organisée par la Fevad à l'occasion des 50 ans de celle-ci.[pertinence contestée] Ce prix, décerné par les invités de la cérémonie lors d'un vote par SMS, récompense la personnalité la plus marquante du monde de la vente à distance.
En 2008, Jacques-Antoine Granjon est élu « Entrepreneur de l’année » par le jury des BFM Awards avant de remporter en 2009 le prix européen « CMO of the year » (Homme marketing de l’année en Europe) organisé par la société Booz & Company[pertinence contestée].
Au mois de janvier 2011, il est élu « Homme d’affaires de l’année 2010 » par GQ.
Jacques-Antoine Granjon est élu « Personnalité de l’année » par les Trophées LSA de l’innovation 2011.
Toujours en 2011, il reçoit le titre de « Personnalité de la communication de l’année 2011 » par le Grand prix des Agences de l’Année.

### Décorations
- Officier de l'ordre des Arts et des Lettres Il est promu au grade d’officier le 10 février 2016[22].